# Ornithogalum polyphyllum
Ornithogalum polyphyllum är en sparrisväxtart som beskrevs av Nikolaus Joseph von Jacquin. Ornithogalum polyphyllum ingår i släktet stjärnlökar, och familjen sparrisväxter. Inga underarter finns listade i Catalogue of Life.